# 第一次掠奪多瑞亞斯
在托爾金（J. R. R. Tolkien）奇幻小說的中土大陸裡，第一次掠奪多瑞亞斯，或稱掠奪明霓國斯（Sack of Menegroth）是貝爾蘭爆發的一場戰事。這場戰鬥未有被認為是貝爾蘭的主要戰役之一。這場戰鬥令精靈王國多瑞亞斯實力大損。

## 背景
第一紀元502年，胡林被魔苟斯釋放。他來到納國斯隆德(Nargothrond)，殺死了背叛他兒子圖林·圖倫拔的小矮人密姆，並取去項鍊諾格萊迷爾(Nauglamír)。胡林稍後帶著項鍊來到多瑞亞斯(Doriath)，將項鍊送予多瑞亞斯之王，埃盧·庭葛(Elu Thingol)。早前庭葛取得了精靈寶鑽，他拒絕了費諾眾子的要求，不肯把寶鑽交還他們。他得到諾格萊迷爾後，他決定把寶鑽鑲在項鍊上面，請來了矮人的協助。
矮人見到這兩件寶物後，心生貪念，意圖佔有這兩件寶物。但是他們仍未敢奪取項鍊，並應允庭葛的要求，把寶鑽鑲在項鍊上。當時庭葛多次單獨來觀看他們工作，當完成鑲嵌時，庭葛正單獨一人。矮人拒絕把項鍊交給他，庭葛看穿他們的意圖，在驕傲及憤怒下辱罵矮人，並命令他們離開多瑞亞斯。矮人惱羞成怒，殺害了庭葛，並帶著諾格萊迷爾離開多瑞亞斯。
多瑞亞斯的精靈們發現庭葛被殺，追擊奪走項鍊的矮人，並殲滅了絕大部份的矮人。諾格萊迷爾被送回多瑞亞斯，交到王后美麗安(Melian)的手上。這批矮人中，只有少數幾名成功逃回諾格羅德(Nogord)，他們大肆宣揚是庭葛為了不付報酬，而殺害矮人，引起諾格羅德矮人的憤怒，並準備攻打多瑞亞斯。

## 劫掠多瑞亞斯
諾格羅德矮人對此極為憤怒，並準備攻打多瑞亞斯。他們要求貝磊勾斯特的矮人協助他們，但他們卻拒絕，並勸他們打消報復的念頭。諾格羅德的矮人拒絕聽從，大軍出發，前往攻打明霓國斯(Menegroth)。
同時，多瑞亞斯王埃盧·庭葛死後，當地發生極大變動。王后美麗安坐在庭葛屍體身邊，悼念著他們當初的相遇。她早已預知庭葛與自己的分離，以及多瑞亞斯末日的來臨。身為邁雅(Maia)的她，因為庭葛的死，而令她產生變化。她以往佈置在多瑞亞斯周圍，用以保護多瑞亞斯從外界攻擊的魔法環帶(Girdle of Melian)，力量現在開始消退。美麗安命令多瑞亞斯大將馬伯龍(Mablung)保管精靈寶鑽，及派人通知貝倫及露西安，然後她就放棄了形體，前往了維林諾(Valinor)，在羅瑞安(Lórien)的花園思念丈夫庭葛及女兒露西安。
諾格羅德大軍人數眾多，而且裝備精良。他們毫無阻礙地攻入多瑞亞斯，灰精靈們陷入一片混亂之中，矮人一路攻入明霓國斯。在這座千石窟宮殿之中，雙方發生血戰，無數精靈及矮人喪生於此。自此矮人及辛達族精靈就互相敵視。矮人最終獲取勝利，洗劫了明霓國斯，庭葛的宮殿被搜掠一空。多瑞亞斯大將梅博隆，當場戰死。諾格萊迷爾三度易手。矮人洗劫明霓國斯後，帶著得來的財寶返回諾格羅德。

## 薩恩渡口之戰
薩恩渡口之戰(Battle of Sarn Athrad)，是一場發生於薩恩渡口，及藍色山脈長坡的戰鬥。這場戰鬥發生於多瑞亞斯第一次掠奪後，戰鬥雙方是諾格羅德矮人，及綠精靈、樹人一方。這場戰鬥是貝倫參與的最後一仗。
諾格羅德的矮人進軍時，消息自綠精靈間迅速傳開，並傳到位於嘉蘭島的貝倫(Beren)及露西安(Lúthien)。加上一名多瑞亞斯的使者，來到通知他們關於多瑞亞斯的慘劇。貝倫因此帶著他的兒子，迪歐北上，大群綠精靈亦跟隨他們。掠奪了多瑞亞斯後，矮人返回諾格羅德。他們前進速度十分緩慢。當他們抵達歐西瑞安的薩恩渡口時，綠精靈突襲他們。大批矮人被射殺，但他們不知道是誰攻擊他們。矮人爬過吉理安河(Gelion)時，他們終於知道是精靈伏擊他們。
在貝倫帶領下，綠精靈殲滅了絕大部份的矮人。貝倫在戰鬥中，親手將諾格羅德的矮人王擊殺，並奪回諾格萊迷爾項鍊。一些逃出生天的矮人，爬著多米得山的長坡上，結果被居住在附近的樹人攻擊，諾格羅德矮人的軍隊，全部被殲。
多瑞亞斯的寶物，被諾格羅德的矮人王所詛咒，除了諾格萊迷爾外，其他寶物皆沉入阿斯卡河(Ascar)底。諾格萊迷爾被貝倫交給露西安，露西安佩戴起項鍊，令寶鑽散發前所未有的光輝及美麗。她與貝倫的居地，嘉蘭島，因為寶鑽而變成維林諾以東最美麗的地方。另外，多瑞亞斯經過掠奪後，損失慘重。貝倫與露西安之子，迪歐·埃盧希爾(Dior Eluchîl)，帶著妻子寧羅絲(Nimloth)、兒子們埃盧瑞及埃盧林(Eluréd and Elurín)、女兒愛爾溫(Elwing)，前往明霓國斯並復興了多瑞亞斯。